# 葉淑雯
葉雯（英語：Betty Yeh，1944年—2006年4月3日），台灣著名女演員，本名葉淑雯，出生於江蘇，曾演出多齣電視劇與舞台劇，深受台灣觀眾喜愛。

## 生平
葉雯出生於江蘇省，在台北市大安區長大，家中有1個姊姊、1個弟弟、1個妹妹。畢業於臺北市私立金甌女中。年輕時，先在中視演出過《彩鳳曲》、《五段情》等戲劇，擔任女主角。後來轉往華視，被視為當家女演員，演出過《四千金》、《春望》等戲。中年之後，因演出《媽萬歲》，以媽媽的角色廣受觀眾歡迎。1980年代，她與李麗鳳被譽為「華視劇展」的台柱。
退休後，做了多年志工。受洗為天主教的教徒。
葉雯晚年身體狀況不佳，罹患子宮頸癌以及憂鬱症。2006年4月3日，在臺北縣石門鄉的海岸投海自殺。葉雯的知己李麗鳳表示：「她就是身體不好，她有癌症，才會突然這個樣子。」。

## 家庭
1962年，葉雯與演員賴世蓉（藝名岱明）結婚，生下兩個女兒。兩人在1978年協議離婚，葉雯取得監護權，獨自撫養女兒成人。之後葉雯曾與一名香港商人結婚，但也以離婚收場。
在葉雯過世時，她兩名女兒為她舉行了後事。

## 作品

### 舞台劇
《藍與黑》、《釵頭鳳》、《梅嶺長春》、《田單復國》。

### 電視劇
《晶晶》、《彩鳳曲》、《四千金》、《天倫夢回時》、《泰山紅顏》、《萬古流芳》、《滄海月明珠有淚》、《春回大地》、《望春》、《彩鳳曲》、《五段情》、《媽媽萬歲》、《包青天》、《全家福》、《紅樓夢》、《天涯俠士萬里追》、《虎膽》（改編自古龍原著《白玉老虎》，扮演衛鳳娘）等。

### 廣播劇
《夢迴西安關外情－張學良的故事》

### 廣告
- 台灣山葉兜風S朋友媽媽篇
- 台灣山葉兜風S媽媽不簡單篇

## 外部連結
- 葉淑雯在香港影庫上的簡介